# Rinforzo
DipendenzaStato medico caratterizzato da ricerca compulsiva di stimoli gratificanti, nonostante le conseguenze negative
Comportamento di dipendenzaComportamento che è al tempo stesso gratificante e di rinforzo
Farmaco-dipendenzaFarmaco che è al tempo stesso gratificante e di rinforzo
TossicodipendenzaStato di adattamento associato a una sindrome di astinenza al momento della cessazione dell'esposizione ripetuta a uno stimolo (ad esempio, l'assunzione di farmaci)
Tolleranza inversa o sensibilizzazione al farmacoEffetto crescente di un farmaco derivante dalla somministrazione ripetuta a una data dose
Sindrome da astinenzaSintomi che si verificano al momento della cessazione del consumo ripetuto di sostanze
Dipendenza fisicaDipendenza che comprende i sintomi persistenti di astinenza fisica-somatico (ad esempio, la fatica e il delirium tremens)
Dipendenza psicologicaDipendenza che comprende i sintomi di astinenza emotivo-motivazionali (ad esempio, disforia e anedonia)
Stimoli rinforzoStimoli che aumentano la probabilità di comportamenti ripetuti associati loro
Stimoli gratificantiStimoli che il cervello interpreta come intrinsecamente positivo o come qualcosa a cui avvicinarsi
SensibilizzazioneRisposta aumentata a uno stimolo derivante dalla ripetuta esposizione a esso
Disturbo da uso di sostanzeCondizione in cui l'uso di sostanze porta a una compromissione funzionale significativa o disagio
TolleranzaDiminuzione dell'effetto di un farmaco dovuto alla somministrazione ripetuta a una data dose
In psicologia comportamentista, il rinforzo è una conseguenza che, se applicata al comportamento di un organismo, rafforzerà il suo comportamento futuro ogni volta che esso è preceduto da uno specifico stimolo antecedente.
La risposta comportamentale è valutata misurando la frequenza, la durata, l'accuratezza o la persistenza della risposta dopo reiterati stimoli. Gli analisti del comportamento sperimentale hanno misurato il tasso di risposte come una manifestazione primaria di apprendimento e di prestazioni in animali (per es., il numero di volte che un piccione becca una leva per ottenere il cibo).
L'incentivo è lo stimolo, un evento o una situazione che si presenta o altrimenti emerge quando il comportamento di risposta è realizzato. Tutte le dipendenze e le compulsioni comportano l'apprendimento del rinforzo, tuttavia nella dipendenza possiamo parlare di rinforzo positivo e nella compulsione di rinforzo negativo (vedi Comportamento di dipendenza#Compulsione vs dipendenza)
La teoria del rinforzo differenziale applicata alla criminologia è una teoria per la quale le probabilità di compiere un dato reato dipende dal tipo di "risposta" in conseguenza di uno stimolo immediatamente o subito dopo aver compiuto un dato comportamento.

## Storia
Nel 1920 il fisiologo russo Ivan Pavlov potrebbe essere stato il primo ad usare la parola incentivo riguardo al comportamento, ed anche allora si riferiva a rafforzamento di una risposta già appresa, ma inibita. Non fu usata, come lo è oggi, per la selezione e il rafforzamento di nuovi comportamenti in quanto l'introduzione di Pavlov della parola cessazione si avvicina ad un uso psicologico di oggi.
In uso popolare, l'incentivo positivo è spesso usato come sinonimo di ricompensa per premiare delle persone (non il comportamento) affinché siano "rinforzate", ma questo è contrario alla linea del termine in di uso, in quanto è una dimensione di comportamento, e non la persona, che è rafforzata. L'incentivo negativo è spesso utilizzato dai sociologi al di fuori della psicologia come sinonimo di castigo. Ciò è contrario al moderno uso tecnico, ma fu Skinner che per primo lo usò in questo modo nel suo libro del 1938. Nel 1953, però, ha seguito altri termini così impiegando la parola sanzione, inteso come incentivo negativo per la rimozione di stimoli avversi.
Ci sono alcuni all'interno del campo di analisi del comportamento che hanno suggerito che i termini "positivo" e "negativo" costituiscono una distinzione inutile per discutere di incentivi, ma non sempre è chiaro se gli stimoli sono stati rimossi o ripresentati. Per es., Iwata pone la domanda: «...è un cambiamento di temperatura più accuratamente caratterizzato dalla presentazione di freddo (calore) o la rimozione del calore (freddo)?» Così, si può concettualizzare l'incentivo come pre-condizione di un cambiamento sostituito da un post-cambiamento che rinforza il comportamento che ha seguito il mutamento delle condizioni di stimolo.

## Tipi di rinforzi
B.F. Skinner, il ricercatore che ha articolato i principali costrutti teorici di rinforzo e comportamentismo, ha definito l'incentivo in base alla variazione della forza di risposta piuttosto che a criteri più soggettivi, come ciò che è piacevole o utile a qualcuno. Pertanto, le attività, i prodotti alimentari o gli oggetti considerati piacevoli o divertenti, non necessariamente sono stimolanti in quanto non producono nessun aumento nella risposta precedente. Gli oggetti, le impostazioni e le attività possono essere accettati come stimoli solo se il comportamento che precede immediatamente lo stimolo aumenta in situazioni simili in futuro, ad es., un bambino che riceve un biscotto dopo averne fatto richiesta. Se la frequenza delle richieste di biscotti aumenta, il biscotto può essere visto come stimolo. Se però non vi sono altre richieste, il biscotto non può essere considerato tale.
La teoria dell'incentivazione differenziale è una delle teorie motivazionali che afferma che il comportamento stimolato sarà ripetuto, e il comportamento che non è stato stimolato ha meno probabilità di essere ripetuto
L'unico criterio che determina se un oggetto, l'attività, o l'alimento è di stimolo è il mutamento di probabilità di un comportamento dopo la somministrazione di quel potenziale incentivo. Altre teorie possono concentrarsi su altri fattori come, ad es., i giochi di strategia, ma nella teoria comportamentale l'incentivo è descritto da una maggiore probabilità di risposta.
Lo studio sull'incentivo ha prodotto un enorme corpo di teorie e di risultati sperimentali. L'incentivo, del resto, è il concetto centrale in ambito educativo, nell'analisi applicata al comportamento, e nell'analisi sperimentale del comportamento.

### Incentivazione positiva e negativa
Come ha discusso Skinner, il rinforzo positivo è superiore al castigo nel modificare il comportamento. Questi sosteneva che la sanzione non era 'semplicemente l'opposto dell'incentivo positivo che è il risultato di duraturi mutamenti comportamentali, considerando che il comportamento punitivo cambia solo temporaneamente e presenta molti effetti collaterali dannosi
- Cambiamenti positivi: cambia il contesto aggiungendo uno stimolo oppositivo in seguito di un comportamento per diminuire la probabilità che il comportamento si verifichi in futuro. Un esempio è colpire un animale ogni volta che preme una leva di pressione che in precedenza era stata stimolata.
- Cambiamenti negativi: cambia il contesto rimuovendo uno stimolo conveniente. Un esempio è la rimozione di un contingente di approvvigionamento alimentare per un comportamento indesiderato.

Il modello accettato di incentivazione ha iniziato ad imporsi nel 1966, quando Azrin e Holz contribuirono ad un capitolo del volume di Honig sul condizionamento operante. Skinner ha definito l'incentivo come la creazione di situazioni che una persona ama o la rimozione di situazioni che non gli piacciono, e la sanzione come la rimozione di una situazione che una persona piace o la creazione di quella che non gli piace.  Così la distinzione si basa sulla natura conveniente o repellente dello stimolo. Azrin e Holz hanno definito la sanzione come una riduzione della probabilità futura di una risposta specifica a seguito della consegna immediata di uno stimolo per la sua risposta. Questa nuova definizione della sanzione ha superato la definizione di Skinner di incentivo, ma la maggior parte di libri di testo hanno solo esempi vaghi del modello del 1966 di seguito riassunte:
- stimolo conveniente: un risultato piacevole
- stimolo repellente: un risultato sgradevole

Un incentivo è una conseguenza che aumenta la frequenza di un comportamento o ne mantiene la frequenza di attualità. La qualità dell'incentivo è definita da ciò che accade alla frequenza del comportamento. Non ha nulla a che fare se l'organismo trova l'incentivo piacevole o meno. Per es., se un bambino è schiaffeggiato dalla mamma quando lui/lei dice una parola cattiva, ma la frequenza di cattive parole aumenta, lo schiaffo è un incentivo positivo.
Un incentivo negativo aumenta o mantiene la frequenza di un comportamento se non è una sanzione. Questi termini sono spesso confusi. Le conseguenze non sono sempre da stimolo. Per es., gli adesivi in faccia possono essere efficaci per alcuni bambini. Altri bambini possono trovarli stupidi.
Forme di condizionamento operanti:
- Incentivo positivo: l'aggiunta di uno stimolo appetitivo per aumentare un determinato comportamento o una risposta
Esempio: Il padre dona una caramella a sua figlia quando lei prende i giocattoli. Se la frequenza di raccogliere i giocattoli aumenta o rimane la stessa, la caramella è un rinforzo positivo.
- Sanzione positiva: l'aggiunta di uno stimolo oppositivo per diminuire un certo comportamento o una risposta
Esempio: La madre urla ad un bambino durante l'attraversamento di una strada. Se il bambino smette di camminare, le urla sono una sanzione.
- Incentivo negativo: la presa di distanza di uno stimolo oppositivo per aumentare certi comportamenti o di risposta
Esempio: Spegnendo la musica distrae quando si cerca un lavoro. Se il lavoro aumenta quando la musica è spenta, spegnere la musica è un rinforzo negativo.
- Sanzione negativa (omissione di educazione) l'esempio togliendo di uno stimolo appetitivo per diminuire un determinato comportamento
Esempio: Un adolescente viene a casa un'ora dopo il coprifuoco ed i genitori portano via il cellulare all'adolescente per due giorni. Se la frequenza di ritorni a casa dopo il coprifuoco diminuisce, la rimozione del telefono è la sanzione negativa.

La tabella seguente mostra le relazioni tra incentivi positivi/negativi ed incremento/diminuzione del comportamento richiesto.
|            | diminuzione del comportamento | incremento del comportamento |
| ---------- | ----------------------------- | ---------------------------- |
| presentato | sanzione positiva             | incentivo positivo           |
| realizzato | sanzione negativa             | incentivo negativo           |

Distinguere "positivo" da "negativo" può essere difficile, specialmente quando ci sono un sacco di conseguenze e la necessità della distinzione è spesso dibattuta. Ad es., in una stanza molto calda, una corrente di aria esterna serve come incentivo positivo, perché è piacevolmente fresco od incentivo negativo perché rimuove il disagio dell'aria calda. Qualche incentivo può essere contemporaneamente positivo e negativo, come un tossicodipendente che assume farmaci per l'euforia eliminando i sintomi di astinenza. Molti psicologi comportamentali preferiscono il riferimento all'incentivo o alla sanzione, senza decidere su come coprire tutte le conseguenti modifiche ambientali. Altri non sarebbero d'accordo con gli esempi sopra riportati perché non c'è un comportamento che è in aumento o in diminuzione nella frequenza di risposta.

## Tipi di incentivi

### Incentivo primario
Un incentivo primario, a volte chiamato incentivo incondizionato, è uno stimolo che non richiede la necessità di funzionare come un incentivo e molto probabilmente ha ottenuto questa funzione attraverso l'evoluzione e il suo ruolo nella sopravvivenza della specie. Esempi di incentivi primari includono sonno, cibo, aria, acqua ed accoppiamento. Alcuni incentivi primari, come i farmaci, possono simulare l'effetto di altri incentivi primari. Mentre questi incentivi primari sono abbastanza stabili attraverso la vita e tra gli individui, rafforzando il valore di diversi incentivi primari a causa di molteplici fattori (la genetica, l'esperienza). Così, una persona può preferire un tipo di cibo, mentre un altro lo rifiuta. Oppure una persona può mangiare un sacco di cibo, mentre un altro ne mangia molto poco. Quindi, anche se il cibo è un incentivo primario per tutti gli individui, il valore del cibo come incentivo differisce da persona a persona.

### Incentivo secondario
Un incentivo secondario, a volte chiamato incentivo condizionato, è uno stimolo o una situazione che ha acquisito la sua funzione di rinforzo dopo l'abbinamento con uno stimolo che funziona come un incentivo. Questo stimolo può essere un incentivo primario o di un altro incentivo condizionato (es. il denaro). Un es. di un rinforzo secondario è il suono di un applauso, come quello usato negli spettacoli teatrali. Il suono dell'applauso è stato associato con la lode o il premio e, successivamente, può funzionare come un incentivo. Come con incentivi primari, un organismo può sperimentare sazietà e privazioni con incentivi secondari.

### Altri incentivi
- Un incentivo generalizzato è uno stimolo condizionato che ha ottenuto la funzione di incentivo con l'associazione con molti altri incentivi (il denaro è un rinforzo secondario generalizzato).
- Nel campionamento degli incentivi, un potenziale incentivo, è lo stimolo familiare presentato ad un organismo a prescindere da qualsiasi comportamento precedente.
- L'incentivo socialmente mediato (rinforzo diretto) prevede la consegna di un incentivo che richiede il comportamento di un altro organismo.
- Il principio Premack è un caso speciale di incentivo elaborato da David Premack, che afferma che un'attività altamente desiderabile può essere utilizzata efficacemente come incentivo per una meno desiderata.
- Il rafforzamento gerarchico è un elenco di azioni, ottenute ordinando dalla più desiderabile alla meno desiderabile che possono servire come incentivo. Una gerarchia di incentivo può essere utilizzata per determinare la frequenza relativa e l'opportunità di diverse attività, ed è spesso utilizzata quando si applica il principio Premack.
- Risultati potenziali sono più propensi a rafforzare il comportamento rispetto alle mancate risposte contingenti. Esiti contingenti sono quelli direttamente connessi ad un causale comportamento, come ad es. la luce è subordinata all'accensione di un interruttore. Si noti che i risultati potenziali non necessariamente dimostrano di essere incentivo, ma la contingenza percepita può aumentare l'apprendimento.
- Gli stimoli contigui sono incentivi strettamente legati al tempo e spazio con comportamenti specifici. Riducono la quantità di tempo necessario per imparare un comportamento, aumentando la sua resistenza all'estinzione. Dare, ad es., ad un cane un pezzo di cibo subito dopo che si è seduto è più contiguo con (e quindi ha più probabilità di rafforzare) il comportamento un minuto dopo la consegna degli alimenti diversi dopo che si è seduto.
- L'incentivo non contingente si riferisce alla risposta indipendente sui stimoli identificati come incentivi per alcuni comportamenti organici. Tuttavia, questo comporta tipicamente un tempo di consegna di stimoli tale da mantenere un comportamento aberrante, che diminuisce il tasso del comportamento bersaglio[13] In assenza di un comportamento misurato ma che si sta rafforzando, non c'è controversia che circonda l'uso del termine non contingente "incentivo".[14]

## Incentivi naturali ed artificiali
Nel suo articolo del 1967, Arbitrary and Natural Reinforcement, Charles Ferster ha proposto una classificazione di incentivi in base agli eventi che aumentano la frequenza di un agente come naturale conseguenza del comportamento stesso e degli eventi che si presumono influenzare la frequenza con il requisito della mediazione umana, come ad es. in economia dove i soggetti sono "premiati" per determinati comportamenti con un regalo di un valore negoziabile. Nel 1970, Baer e Wolf hanno creato un nome per l'utilizzo dei incentivi naturali chiamati "trappole di comportamento". Il gioco richiede solo una semplice risposta per entrare nella trappola, ancora una volta entrati, l'inganno non può resistere alla creazione di cambiamento generale del comportamento. È l'uso di un inganno che aumenta il repertorio comportamentale di una persona, esponendoli al rafforzamento naturale di tale comportamento. Le trappole comportamentali godono di quattro caratteristiche:
- Si tratta di essere "adescato" con incentivi praticamente irresistibile che "attirano" l'allievo alla trappola
- Dopo un basso stimolo di risposta nel repertorio è necessario reinserire la trappola
- L'interconnessione di incentivi contingenti all'interno della trappola motivano la persona ad acquisire, estendere e mantenere mirate competenze accademico-sociali[16]
- Si può rimanere efficaci per lunghi periodi di tempo, purché la persona dimostra pochi, se nel caso, effetti di sazietà.

Come si può vedere da quanto sopra, l'incentivo artificiale è infatti creato per costruire o sviluppare le competenze sebbene, in generale, è importante che sia una trappola comportamentale introdotta per "catturare" ed utilizzare l'abilità naturale di incentivo per mantenere o aumentare la competenza. Questa trappola può essere semplicemente una situazione sociale che in genere risulta da uno specifico comportamento una volta che ha incontrato un certo criterio (ad es., se si utilizzano incentivi commestibili per fermare una persona per dirle ciao e sorridere alla gente quando li incontrano, dopo che l'abilità è stata costruita, l'incentivo naturale di altre persone sorridenti, e avere interazioni più amichevoli, naturalmente, rafforzerà la competenza e l'appetito potrebbe essere inibito).

## Comunicazione persuasiva e teoria del rinforzo
Comunicazione persuasiva
La persuasione influenza qualsiasi persona il loro modo di pensare, agire e sentire. Abilità persuasive racconta come la gente capisce, posizione preoccupazioni e le esigenze della gente. Persuasione possono essere classificati in persuasione informale e persuasione formale.
Persuasione informale
Questo racconta il modo in cui una persona interagisce con il suo / suoi colleghi e clienti. La persuasione informale può essere utilizzato in squadra, promemoria e messaggi di posta elettronica.
Persuasione formale
Questo tipo di persuasione è utilizzato per iscritto lettera al cliente, proposta e anche per la presentazione formale a qualsiasi cliente o colleghi.
Processo di persuasione
La persuasione si riferisce come influenzare le persone con le vostre abilità, esperienza, conoscenza, la leadership, le qualità e le capacità del team. La persuasione è un processo interattivo, mentre il lavoro sia fatto da altri. Ecco alcuni esempi per i quali è possibile utilizzare le abilità di persuasione in tempo reale. Intervista: potrete dimostrare la vostra migliori talenti, capacità e conoscenze. Clienti: per guidare i vostri clienti per il raggiungimento degli obiettivi o traguardi. Memo: per esprimere le vostre idee e punti di vista ai colleghi per il miglioramento nelle operazioni. Identificazione Resistenza e atteggiamento positivo sono i ruoli vitali della persuasione.
La persuasione è una forma di interazione umana. Avviene quando un individuo si aspetta qualche risposta particolare da uno o più altri individui e gruppi volutamente fuori per proteggere la risposta attraverso l'utilizzo della comunicazione. Il comunicatore deve rendersi conto che diversi gruppi hanno valori diversi.
In strumentali situazioni di apprendimento, che coinvolgono il comportamento operante, il comunicatore persuasivo presenterà il suo messaggio e quindi attendere che il ricevitore per dare una risposta corretta. Appena il ricevitore rende la risposta, il communicator cercherà di risolvere la risposta da parte di alcuni adeguato compenso o incentivo.
In situazioni di apprendimento condizionale, dove c'è un comportamento rispondente, il comunicatore presenta il suo messaggio in modo da suscitare la risposta che vuole dal ricevitore, e lo stimolo che in origine serviva a suscitare la risposta allora diventa l'elemento di incentivo o gratificante nel condizionamento.

## I modelli matematici di rinforzo
Molto lavoro è stato fatto nella costruzione di un modello matematico di incentivo. Questo modello è conosciuto come "MPR", abbreviazione di principi matematici di incentivo. Killeen e Sitomer sono tra i principali ricercatori in questo campo.

## Critiche
La definizione standard di incentivo del comportamento è stata criticata come speculare, in quanto sembra sostenere che la forza di risposta è aumentato dall'incentivo, e definisce incentivo come qualcosa che aumenta la forza di risposta.
Tuttavia, l'uso corretto di incentivo è qualcosa che è un incentivo a causa dei suoi effetti sul comportamento, e non viceversa. Diventa speculare quando si dice che uno stimolo particolare rafforza il comportamento, perché è un incentivo, e non spiega perché uno stimolo che sta producendo effetti sul comportamento. Altre definizioni sono state proposte, come Sheffield secondo il quale è contingente il comportamento consumato su una risposta, ma questi non sono ampiamente condivisi in psicologia.